# Тънкоклюна китова птица
Тънкоклюната китова птица (Pachyptila belcheri) е вид птица от семейство Буревестникови (Procellariidae).

## Разпространение
Видът е разпространен в Антарктида, Аржентина, Австралия, Бразилия, Нова Зеландия, Перу, Уругвай, Фолкландски острови, Френски южни и антарктически територии, Чили, Южна Африка и Южна Джорджия и Южни Сандвичеви острови.